# Fair Oaks Ranch, Texas
Fair Oaks Ranch là một thành phố thuộc quận Bexar, tiểu bang Texas, Hoa Kỳ. Năm 2010, dân số của xã này là 5986 người.

## Dân số
- Dân số năm 2000: 4695 người.
- Dân số năm 2010: 5986 người.